# 鵺の陰陽師
『鵺の陰陽師』（ぬえのおんみょうじ）は、川江康太による日本の漫画。『週刊少年ジャンプ』（集英社）において、2023年24号から連載中。幻妖である鵺と出会った学郎とヒロインたちの現代陰陽師譚。「アニメ化してほしいマンガランキング2025」では1位を受賞し、2025年7月現在全巻累計120万部を突破している。

## 沿革
2022年4月10日発売の同誌19号より開始された新連載4本の1作として告知される。本作はこの時点では「幻妖学園バトル!!」と発表されていた。同年5月15日発売の24号より連載を開始。連載開始を記念して、本作のPVが公開されている。前述の新連載4本のうち、後半2作品のボイスコミックがYouTubeジャンプチャンネルにて発表され、本作は同年7月29日より公開。

## あらすじ
幼いころから常人には見えない幻妖（げんよう）という存在が見える男子高校生、夜島学郎（やじま がくろう）はある日、人間の女性の姿をした幻妖、鵺（ぬえ）と出会う。封印されている自分に代わり幻妖を倒してほしいという鵺の提案を、父親だった夜島拓郎（やじま たくろう）を幻妖に殺されたトラウマから一度は断る学郎だったが、教室に現れた強力な幻妖に同級生の膳野忍八（ぜんの じんぱち）が命懸けで立ち向かう姿を目にして、自分も父や彼のように強くなりたいと感じる。そして自らを庇って死んだ父のように膳野を庇い致命傷を負ってしまう学郎だったが、鵺の治療によって一命を取り留め、彼女と契約を結び、幻妖を撃退する。こうして、幻妖と戦う宿命を背負うことになった学郎は、同じ学校の先輩で陰陽師の周防七咲（すおうかずさ）や二大旧家の1つ・藤乃家の陰陽師である藤乃代葉などと共にオカルト部を設立。協力して幻妖の退治に励むのだった。

## 登場人物
声の項はボイスコミック版・プロモーションビデオでの担当声優。

### 主要人物
夜島 学郎（やじま がくろう）
声 - 伊月登宇聖、藍谷早咲（幼少期）
本作の主人公。高校1年生。一人称は「俺」。第6討伐隊の隊長。常人には見えない幻妖が見える特殊な体質の持ち主。幼少期に目の前で父親を幻妖に殺された過去がある。幻妖と契約して力を借り受けられる体質で、鵺と契約することで陰陽師としての力に目覚める。その過去から臆病な性格になり、当初はトラブルに発展するのを防ぐためにパシリを肩代わりするなど日和見主義的な姿勢だったが、膳野の勇姿を目にし、父の死に様を思い出してからは「強くないと何も選べない」と考えを改め、鵺の師事の元、修行に励むようになる。義妹である四衲を守るように父親から言われたが、彼女を一人で陰陽師の道に進ませてしまったことを後悔していた。盡器は両刃の剣「常闇銀（とこやみのしろがね）」。一段階目の特性は影を吸ってエネルギーに変え、撃ち出せること。レベル3との戦いで二段階目の成長を遂げ、鵺の能力「柱刀骸刀（ゼノブレード）」を習得する。
鵺（ぬえ） / 夜島 沙鵺子（やじま さやこ）
声 - 沼倉愛美
学郎が通う高校に、少なくとも60年以上は封印されている強力な幻妖。外見は若く美しい人間の女性。一人称は「私」。北高に幻妖が多いのは鵺が原因。その正体は幻妖の発生源となっている「鏖」という幻妖の祖の一角。目的は誰一人の犠牲を出すことなく鏖の全てを完全に倒すこと。学郎が鵺の封印された部屋を訪れたことで、鵺は60年ぶりに人と会うことが出来た。学郎と契約して彼をみんなを救える最強の戦士にすることを約束する。ゲームなどの人間が生み出した娯楽が大好きで、彼女が封印されている部屋にはキャシーに調達してもらったゲーム機や漫画、フィギュア等が所狭しと並べられている。学郎と契約してからは、本体は出ることは不可能だが学校の敷地内を分体で移動できるようになり、人前では学郎の血の繋がらない姉、沙鵺子と名乗るようになる。しかし分体の実力は学郎の力に依存することになるため、鵺が力を行使するには学郎の成長が必須。盡器を複数有する。巨大な刃物の形をし、数多の斬撃を繰り出す盡器No.3「柱刀骸街（ゼノブレード）」、黒い帯の形をした盡器No.2「垓反婁宿（スタースレイブ）」が登場している。
周防 七咲（すおう かずさ）
声 - 鈴代紗弓
学郎と同じ高校の先輩。一人称は「私」。第6討伐隊の隊員。同校の「三天女」に選ばれるほどの美少女で、人知れず幻妖から人々を守っている陰陽師の一人。普段は対処できているが、実は男性のことが苦手。面倒見が良く、自分を頼ってこなかった学郎には不満を感じていた。学郎の頑張る姿を見て次第に惹かれるようになる。許嫁だった幼馴染がおり、彼のことを慕い対等になりたいと努力していたが、彼が殉職してしまってからは何もかも頑張らなくなってしまっていた。髪を結ぶリボンは許嫁の形見。学郎と出会って彼の性格を評価し、人間に化けた鵺の提案で幻妖絡みの事件を解決するための部活、「オカルト部」を結成する。最初に学郎に会ったのは学校の幻妖が倒される調査中の偶然であり鵺のことは知らなかったが、第6支部に異動になり色々な事情を知る。盡器は両足の傍に浮遊するリング。足技を主体に戦い、速度には自信がある。かなりの才能を持っているが、レベル2との戦闘経験は殆どなかった。鵺の修行を経て習得した式神は巨大な鹿、淵廟2番「棘牢冠（おどろのろうかん）」。
藤乃 代葉（ふじの しろは）
声 - 東山奈央
学郎と同じクラスに転校してきた少女。一人称は「私」。第6討伐隊の隊員。陰陽師の名門、「二大旧家」の一つ『藤乃家』に属している。階級は一旗。学郎と同じく幻妖と契約して力を得る能力を持っており、藤乃家の幻妖・狂骨と契約している。力を得たばかりの学郎とは隔絶した実力を持ち、上級術である式神も使える天才。藤乃家の小間使いで、幼少期から厳しい生活環境に置かれ、自分の境遇を諦観するようになった。両親は幼い頃代葉の狂骨との適合実験に反対したため殺されている。特技は他人の感情が読めること。狂骨の暇つぶしに付き合うためネットゲームが得意。また、幻妖を取り込む力を見せている。表向きは幻妖対策のために派遣されてきた陰陽師だが、実際は当主の命により鵺の力を狙っており、彼女に学郎との契約を破棄し、自分と契約を結ぶように迫る。学郎と戦って勝てば契約するという鵺の提案に乗り、情報を得るためにオカルト部に入部した。盡器は三叉槍の「染離（ぜんり）」。槍の形状は自在。式神は藤乃家に代々伝わる鴉の大群、淵廟8番「眇の鴉合（すがめのあごう）」。その固有能力は式神との位置替え。
留袖 四衲（とめそで しとつ）
声 - 篠原侑
兵一により第4支部から戦力不足の討伐隊第6支部へ配属された陰陽師で、学郎の義妹。第6討伐隊の隊員。階級は一旗。学郎をガー助と渾名で呼ぶ。一人称は「僕」。後に北高に転校してくる。陰陽師としての経験は長く、任務のために時には感情を抑えて冷静冷酷な判断もくだす。また合理的であり、他人と関わることも辞さない。学郎とは父親が死んだ7年前に生き別れたっきり会っていなかったが、第6支部に配属になったことで再会した。学郎とはかなり仲のいい兄妹だったが、今は学郎が父の死に報いず逃げたと考えて許しておらず、隊長になった学郎を認めず従うつもりもない。陰陽師になった理由は父が死ぬ原因となった幻妖という存在に対する復讐のため。初めは学郎に心を開かなかったが、父親と同じように人を守るために戦おうとすることを理解し、とりあえずは認めた。実は学郎を置いて自分だけ陰陽師になった真意は、弱いのに諦めが悪い彼を戦場に連れていくと早死にすると思ったためである。盡器は自立する巨大な手。レベル2程度なら数がいても倒せるほどの実力。兵一曰く、四衲は特別とのことだが不明。

### 陰陽寮

#### 討伐隊

##### 第1支部
皇 善哉（すめらぎ よしや）
第1討伐隊隊長。左目に傷の入った白髪のおじいさん。基本は無口であり、強者の風格を醸し出しているが、それとは裏腹に喋り出すと非常にノリが良い。

##### 第2支部
風巻 弧宮子（しまき こみやこ）
第2討伐隊隊長。スラッとした赤髪の女性。隊長会議に遅刻してきたり、鵺の突飛な提案に対して面白がったりとマイペースな性格である。彼女の言うことは大体当たるとのこと。

##### 第3支部
菅 道領（すが どうりょう）
第3討伐隊隊長。白髪で左目の傷が特徴的な男性。表情があまり変わらないため威圧感を放つが、隊長会議の仕切りを務めた際には穏やかな言葉遣いで、冷静に状況を判断し合いの手を入れる場面も多い。

##### 第4支部
鶤狩 兵一（いがり へいいち）
第4討伐隊隊長。小柄で黄色髪のロングヘアで左目下にある✦が特徴的な女性。男性名であるが狐宮子には"兵子"と呼ばれており、見た目も中性的である。ビジネスギレを用いて鵺の真意を探るなど頭が切れる場面も多い。女性。合理的な考え方を持ち、歯に衣着せぬ物言いで辛辣に接することもあるが、心根は優しい。数年間ずっと意味がないと思っても殉職した仲間たちの墓参りをやめられないでいる。16歳のころに入隊し、1か月後に拓郎に声をかけられ副隊長に任命された天才肌である。盡器は大太刀で、霊殻を纏う。技は衝撃波を出す「朱吞劉吭一速（しゅてんりゅうごういっそく）」
龍（りゅう）
第4討伐隊副隊長。大柄の男。兵一から陰陽寮のデータの管理などを任されている。
夜島 拓郎（やじま たくろう）
声 - 野澤晃太郎
元第4討伐隊隊長。学郎の父。四衲の養父。兵一の師匠。のどぐろの寿司が好物。特別強いわけでも、リーダーシップがあるわけでもないが間違いなく一番の隊長であったと兵一から語られている。環境維持の為に犠牲になることが誇りとされていた4番隊を他の隊と協力関係を結び、犠牲なしで管理するシステムを確立した功労者である。複数のレベル２と戦って殉職したとされているが、不可解な点が多く詳しくは不明である。レベル2が20〜30体相手でも死ぬことはないという。

##### 第5支部
藤乃 慈斬（ふじの いつき）
第5討伐隊隊長。隊長会議には副隊長を代理に立てたので出席していない。
卦羽 洋七（かばね ようしち）
第5討伐隊副隊長。中性的な顔立ちの青年。隊長同士のバチバチの展開に憧れている。

##### 第6支部
最後の鏖「鵺」を管理する為に新設された支部。支部は北高に置かれている。
鵺（ぬえ）

夜島 学郎（やじま がくろう）

周防 七咲（すおう かずさ）

藤乃 代葉（ふじの しろは）

留袖 四衲（とめそで しとつ）

寮子 燕梨（つかさね えんり）
第6支部の管理人。代々支部の管理を担ってきた一族の少女。
朱拿蛛（しゅなしゅ）
第6支部の大事な機能を使う為に必要な蜘蛛型の式神を持つ。
古賀 澪（こが みお）
周防七咲と知り合いの陰陽師。高校2年生。小柄で姉御肌なサイドテールの女の子。当初は学郎を少しばかり見下していたが、助けられたことで素直に認めるようになる。サポートのため第6支部に転属した。陰陽師としての実力は高くはないが、サポート組の中では一番戦闘に長けており、ハンマーのような盡器を扱う。
町田 莉那（まちだ れいな）
古賀澪と知り合いの陰陽師。高校1年生。ボブカットで控えめな性格の少女。後にサポートのため第6支部に転属した。盡器により巨大な壁を形成する。古賀同様、陰陽師としての実力は高くはないが、かなり強力な防壁能力を持ち、内部に存在するレベル2以上の幻妖を一般人に認識させない効果もある。その防御力は代葉も認めるほどである。実は学郎とは小学校時代の同級生。
辻田 誠乙（つじた まこと）
古賀澪と知り合いの陰陽師。おだんごヘアーの中学3年生で道具屋の娘。後にサポートのため第6支部に転属した。関西弁で話す少し生意気な性格で、悪人ではないが年齢が上でも親しくはない相手には辛辣な態度を取るなど、当初はあまり性格が宜しくなかった。名家の出でそっけない態度の代葉を毛嫌いし目の敵にしていたが、助けられたこともあり反省し、生意気だった性格も改めるようになった。また危険になったところを助けられたことが切っ掛けで、学郎に好意を抱くようになった。手甲剣のような盡器を扱う。まだ新人と言う事もあってか、古賀達同様、陰陽師としての実力は高くはない。

#### その他陰陽師
藤乃 双斧（ふじの もろよき）
藤乃家のNo.2であり戦術師範、本部でも指導員をしている陰陽師で、陰陽寮最高戦力「討伐隊」元隊長の中年男性。当主命令で、鵺を倒すことと、任務に失敗した代葉を連れ戻すことを目的に北高へ訪れる。これまで何度も弟子を殺し続けてきたことに罪悪感があるが、自分の気持ちを後回しにして任務を忠実に遂行することが出来る。陰陽師の指導員としては師匠などと呼ばれ慕われているが、藤乃家の陰陽師には家の方針で苛烈に接しているため嫌われている。複数本ある紐の付いたダガーのような盡器で、霊殻にもなれる。扱う式神は異形、爛匣11番「倉尖隧（くらのさきみち）」。元隊長ということもありかなりの実力者である。
桜楼 晴日（おうつき はるひ）
七咲の幼馴染で許嫁だった男性。故人。討伐隊の元隊長。隊長としては最年少で、とても優秀。七咲の誕生日は必ず休みプレゼントを送るなど、彼女のことをとてと大切に思っていた。実力のある陰陽師が立て続けに殺される事件の犯人を突き止め、七咲の誕生日にレベル4の幻妖に戦いを挑むが、敗れて死亡する。彼の遺体は爆弾になっており、運ばれた先で仲間諸共粉々になった。

### 幻妖

#### 陰陽師側の幻妖
狂骨（きょうこつ）
代葉と契約している藤乃家の幻妖。普段は長髪の若い執事のような姿をしているが、本来の姿は化け物じみたものである。鵺と同様に知能が高く、人間との会話が可能。理性的だが、戦いも好む。制御が難しく、藤乃家でも機嫌を損ねないように扱われている。久しぶりの相方である代葉のことはそれなりに気にかけている。
キャシー
鵺の友達の人型幻妖。一人称は"俺様”でパーカーに短パンを穿き猫耳を付けた少女のような見た目。空間移動能力を持ち、鵺の部屋にあるゲーム機などは彼女が届けている。狂骨と食事の時に揉めがち。
烏天狗（からすてんぐ）
学郎の肩に座れるほどの大きさの人型の女性幻妖。代々、鍔女山の美執村に住みつき、村の防守を務めている。村と山一帯の幻妖の侵入は烏天狗の能力で防いでいた。可愛い女の子を好む。躊躇いもなく人を助ける学郎に惚れ込み、学郎に契約を申し込む。古くからの鵺の知り合いで、何故か学郎が鵺の契約者だということも知っている。気配と令力を消す能力がある。契約者は烏天狗の能力で周囲一帯の様子を把握できる。

#### 鏖（ひょう）
鵺（ぬえ）

火車（かしゃ）

がしゃどくろ

#### レベル4の集団
噂レベルの真偽不明な存在。人間社会に順応し、陰陽師に知られることもなく暗躍していた。目的は幻妖の祖・鏖の完全復活と鵺復活の阻止。そのために鵺の復活を遅らせることと、祭祀刀の破壊をするために動きはじめる。
儡脊（らいせい）
レベル4集団のリーダー格。顔を布で隠している。鵺のことをよく知っている。
夜行（やぎょう）
レベル4の人型幻妖。成人男性の姿をしている。人間社会では企業勤めの「西屋利行（にしやとしゆき）」として暮らしている。仲間のことを家族と呼び大切に思っており、つっちーが倒されたことに涙を流していた。かつて夜島拓郎の死に何かしら関わっていることが示唆されており、学郎のことも知っていた。幻妖を服従させる力を有している。透明な改造幻妖を操り、言葉一つで相手を拘束する。盡器は不明。
日和（ひより）、朱（あか）、谺（こだま）
夜行が面倒を見ている生まれたてのレベル4の人型幻妖。見た目は三体全員が幼い少女。
輪入道（わにゅうどう）
人型の男性幻妖。人間社会では信頼の厚い医師として活動している。自分は強いものと戦うためだけに存在していると思っており、強者と戦いを好む。七咲の許嫁だった桜楼晴日を殺した幻妖で、彼の遺体を次元式の爆弾に変えたうえで仲間諸共爆殺している。祭祀刀破壊のため、保管場所へと強襲する。ものを爆弾にする能力を持ち、爆弾化したレベル1の幻妖を攻撃に使用する。盡器は異形の車輪「怨炯紅蓮（おんぎょうぐれん）」。
詩絵（しえ）
人型の女性幻妖。人間社会で陰陽寮の事務委員として働いている。レベル4集団の中では陰陽寮の潜入担当。祭祀刀の場所を知る人物とは陰陽寮に入ってからの友人で、彼女から記憶を抜き出すことで祭祀刀の情報をレベル4の仲間に共有した。
白沢（はくたく）
人型の女性幻妖。祭祀刀破壊のため、北高側の戦力足止めを行う。人間社会では学校教師の「依子（よりこ）」として暮らしている。

#### その他の幻妖
つっちー
夜行が面倒を見ていたレベル3の幻妖。夜行と20年の付き合い。もっと夜行たちの役に立てるように人を食べ続けていた。夜島拓郎が死んだ原因であり、彼に倒された筈だった。美執村にて学郎と四衲に再会する。酷く狡猾な性格で、人質を使うなどして学郎を追い詰めた。

### 北高の関係者
膳野 忍八（ぜんの じんぱち）
声 - 水野清人
学郎のクラスメイト。おかっぱ頭の眼鏡をかけた男子で、ブリーフを愛用している。幻妖を退治する力はなく、口が悪い部分もあるものの、自分をリンチした不良生徒を幻妖の攻撃から守るなど、情に厚い人物。
願瀬 横道（がんぜ よこみち）
声 - 猪股慧士
学郎のクラスメイト。入学初日から膳野をパシリにするなど典型的ないじめっ子だが、その一方で女性への耐性は低く、鵺（沙鵺子）を目の前にした際には心臓が尋常ではなく大きい音で鳴り始め、「ん んお ああ」と声を発し、仲間に連れていかれた。
浜本先生
声 - 石田優人
学郎のクラスの担任。眼鏡をかけた太った腕毛の濃いおじさん。幻妖に憑りつかれた状態で初登場し、普段と様子が違うと察したクラスメイト達に窓際に追い込まれ、学郎とともに窓から突き落とされたが、学郎と鵺の活躍によって事なきを得た。
吉田 灼（よしだ あらたか）
北高の現生徒会長。幻妖に憑かれ、「周防七咲は俺がもらう」と宣言した際に他の生徒たちからお似合いと応援されるなど、人望が厚い。

## 用語

### 陰陽師
幻妖を退治する力を持った人間。
単純な戦闘以外にも、幻妖の攻撃で負傷した人間の治療や破壊された建物の修復、幻妖を目撃した人間の記憶の消去など、様々な役割を担っている。
千数百年前から幻妖の祖・鏖を討伐することだけが目的で、復活する鏖の再封印を行うために対策を進めている。
討伐隊の陰陽師は実力に応じた階級（下から三旗〜一旗、特旗）が付与される。
霊衣（れいい）
陰陽師が最初に覚える術。
着ている服装を換装するように着用する戦闘服。これを着た陰陽師は一般人には見えない状態になる。学郎は当初力が馴染んでなかったため、霊衣を纏っても人に認識されていた。
霊殻（れいかく）
鎧の姿をした、霊衣の最終形態。才能のある者しか辿り着けない境地であり、盡器を極限まで鍛えた証。

式神
陰陽師の上級術。発動すると固有の効果と発動者の能力上昇をもたらす。鵺曰く「永続魔法みたいなもの」。共通能力として、盡器の性能強化と、使役者の周囲に防御結界を展開する。式神の防壁は力を解放した盡器でないと攻撃が通らない。
召喚には一定の動作と隙が必要で、額に血印を書くと盡器から召喚陣が現れ、その陣が式神を式神が囚われている常世から現世に連れてくる。式神の対処法は逃げるか、盡器で式神を破壊するしかない。
常世の区画で4つの階級に分けられており、区画の内側から爛匣(れんごう)、戔房(ざんぼう)、淵廟(えんびょう)、冥領(めいりょう)となり、区画が内側に行くほど強力である。爛匣の式神を使える陰陽師は3人しかいない。

陰陽寮（おんみょうりょう）
篝弥市に存在する陰陽師たちの本部。最高戦力は討伐隊で、鏖の数に合わせて五つの支部に分かれており、鏖の封印場所をそれぞれ管理している。討伐隊の隊長に選ばれる必要事項の一つとして、階級が特旗になることがある。特例として隊長会議で隊長に推薦されれば資格に関係なく隊長になれる。

二大旧家（にだいきゅうか）
陰陽師の中でも古くからあり、独自の情報網や高い影響力を持つ二つの家系。一つは『藤乃家』。もう一つは「菅家」。

### 幻妖
幻妖（げんよう）とは人の争いや諍いにおびき寄せられる存在。
基本的には一部の人間以外には見えないが、集まって実体化すると誰にでも見えるようになり、人や建物に物理的な危害を加えることも可能となる。人が幻妖に取り憑かれると精神が変容してしまう。進化（レベルアップ）する幻妖は全て突然変異種。
レベル1
基本的に周囲を漂う不定形の幻妖。
人に害を与える個体には目に印がある場合が多いが、害のある個体はかなり少ない。
一日に数万体生まれるとされ、合体のできる突然変異種が一日に2〜3体生まれる。

レベル2
レベル1の幻妖が16体以上合体すると誕生する。
人体を模した部位を持ち、布を被っている。一般人でも見えるようになり、物理的な殺傷能力を獲得する。
突然変異種は数十体に一体の確率で生まれ、人に興味を示さずレベル2の幻妖のみを捕食する。弱い陰陽師にも視認できず、捕食を続けていくとその内人だけを食べるようになる。
嘯莨（しょうろう）
レベル2以上の幻妖が時折持つ、人を見透かし騙すためにだけある器官。人間の助けを求める声などを真似する。

レベル3
レベル2が人を食っていくと、やがてレベル3に進化する。
顔がより人間らしくなる。今まで手にかけた人が呼んだ名前を時折口にするが、対話能力はない。知能はあり狡猾。討伐難度は跳ね上がり、討伐資格は7人以上の一旗隊員のチームと特旗隊員のみ。討伐任務は数年に一度上がる程度。人を食べている個体ほど強い。
淤刀（おとう）
追い詰められたレベル3が口から吐き出す、傷を再生するための核。今まで捕食してきたものが癒着し、歪な剣のような形状になっている。触れたものを酷く爛れさせる効果がある。
本体の再生能力が停止する弱点が剥き出しの状態だが、むしろこれを出してからがレベル3討伐の本番。これを出した状態のレベル3は能力が向上する。

レベル4
詳細不明だが、この幻妖の集団がいるという噂だけがある。見た目はほぼ人間。
成熟段階で知能・精神力・戦闘力が別物になり、切り札としてそれぞれが盡器を所有している。

鏖（ひょう）
6体の幻妖の祖。幻妖の発生源で、幻妖は鏖からしか生まれず、鏖がいる限り無限に生まれ続ける。篝弥市には鏖6体が封印されており、陰陽師が現在篝弥市にのみ存在しているのもそれが理由。千数百年前に日本の人口の3分の2を灰にしたとされる。かつて封印されたが、現在は封印が緩み復活が目前。封印場所は放っておくとレベル3が生まれる魔窟。
鏖はもれなく不死身だが、殺す方法が二つある。一つは手順・人員・道具・タイミングが必要になる面倒な方法で、もう一つは鏖が存在した瞬間から持つ真名を得ること。

### 道具
盡器（じんき）
持ち主の令力で出来た、陰陽師や一部の幻妖が使う固有武器。鵺が使うまで2種類以上の盡器を持つ者がいることを誰も聞いたことがなかった。
発現したばかりの盡器は錆だらけというべき状態であり、幻妖を倒すことで研ぎ上げられ、本来の力が解放されていく。レベル1の幻妖を数多く倒し、所有者の精神に強い負荷がかかると特性が解放される。二段階目の解放には怒りの感情が必要で、二段階目を解放して霊衣を完全生成した状態が一般陰陽師のスタートライン。盡器は名前を持って生まれるが、誰しも最初はわからない。名前を知らないうちは半人前で、盡器を研ぎ上げてようやくわかるようになる。
盡器で壊されたり、力を消耗すると形がためてなくなり消滅する。破壊されると再構築に一日かかり、その間令力がそこに集中されるため、式神も使用不可能になる。故に盡器を破壊される事は戦闘不能になる事を意味する。

禍ツキの霊符（まがつきのれいふ）
幻妖を引き寄せる札。

召喚楔（しょうかんせつ）
式神召喚の補助具。本来1人分の命では召喚できない爛匣の式神もこれ一つを消費して喚びだせる。依頼してから出来るまで10年かかり、制作には1億円かかる。

祭祀刀（さいしとう）
鏖の一部を年月かけて加工した武具。鏖を再封印するための要で、代々陰陽寮討伐隊の各隊長達が受け継いできた。また、鵺の復活にも必要。
触れるもの全てを腐らせるため、再生力の強い人造のレベル4に突き刺すことで保管している。保管場所を知るのは極一部の人のみ。長い間用途不明の6本目の祭祀刀があったが、鵺のためのものと発覚した。

### その他用語
令力（れいりょく）
盡器や式神を使う際に必要なエネルギー。

篝弥市（かがりやし）
本作の舞台となる町。
陰陽師が千年以上幻妖と戦ってきた結果、日本にはほとんど幻妖は残っていないが、この市にだけは未だに多くの幻妖が出現する。そのため、陰陽師はこの地に機関を集約させて市の管理をしている。市中には対幻妖結界である黒い柱が複数本聳えており、幻妖の被害を市の中にのみ留めている。

北高（きたこう）
学郎が通い、鵺が封印されている学校。作中では入学の時期が夏にずれ込んでいた。長らく居場所が不明だった、6体目の鏖である「鵺」の封印場所。鵺がいるため引き寄せられる幻妖の数が多い。後に陰陽寮討伐隊の第6支部が建てられた。
北高三天女（きたこうさんてんにょ）
北高に通うとある三人の女子生徒。
すれ違った人が振り向くほどの美少女だが、色恋の話を全く聞かないため、畏敬の念をこめてそう呼ばれるようになった。周防七咲、篠実、華倉の三人だが、のちに鵺（沙鵺子）を入れて四天女になる。

美執村（みとりむら）
鍔女山（つばめやま）の山頂付近にある集落。鏖の封印を緩める効果がある道具を守るために存在する。山全体が特殊な結界であり、村には許可がないと討伐隊の隊長以上しか入れず、数百年幻妖が侵入することはなかった。

## 作風
ライターのキットゥン希美によると、本作の見どころは「陰陽師の設定を下敷きとした戦闘シーン」である。「学園モノと陰陽師バトルの化学反応」や、「バトル一辺倒ではなく、学園青春ストーリーとしても完成度が高い」ことが読者が夢中になる要素となっている。魅力のあるヒロインと関係性を深めつつ過ごす日々と「裏で進行する重厚でシリアスなストーリー」が絶妙な配分で描かれている作品である。「2000年代頃に一世を風靡した学園ファンタジー系のライトノベルや美少女ゲームに近い雰囲気」であるため、読者からは本作と『Fate/stay night』との親和性が指摘され、「令和のFate/stay night」だという声も挙げられている。「藤乃代葉をめぐる設定が間桐桜を思わせる部分」があり、夜島学郎が鵺と出会う場面では「衛宮とセイバーの邂逅に近い構図」となっている。キットゥンによると、同作の「壮大な設定に裏付けられた世界観」などの遺伝子が、本作にも流れているが、オマージュではなく、「あくまで別の物語であり、それぞれに独立した魅力がある」と話している。

## 評価
小説家の成田良悟は、本作について「ストーリーテリングの上手さ」と「主人公が事態の一歩先の展開を読んで決意＆成長している」点がよいと評している。東出祐一郎は本作について「物凄く出来の良い伝奇ギャルゲー（R18）のとんでもなく力の入った大当たりコミカライズを読んでいるという幻覚を時々起こす」と評している。ライトノベル作家の長月達平は、2023年10月時点の『週刊少年ジャンプ』で最も楽しみにしている漫画の1つに本作を挙げている。ライトノベル作家の成田良悟は、本作を「生きる元気が貰える」と称賛している。
2024年、「全国書店員が選んだおすすめコミック2024」にて11位を獲得。同年、「次にくるマンガ大賞 2024」コミックス部門にて7位を受賞。
2025年、「アニメ化してほしいマンガランキング2025」にて1位を受賞。

## 書誌情報
- 川江康太『鵺の陰陽師』集英社〈ジャンプ コミックス〉、既刊10巻（2025年7月4日現在）
  1. 「縦長の空」 2023年10月4日発売[2][16]、ISBN 978-4-08-883687-4
  2. 「盡器」 2023年12月4日発売[17]、ISBN 978-4-08-883788-8
  3. 「鵺について」 2024年2月2日発売[18]、ISBN 978-4-08-883820-5
  4. 「初任務」 2024年5月2日発売[19]、ISBN 978-4-08-884025-3
  5. 「消滅させてやる」 2024年7月4日発売[20]、ISBN 978-4-08-884113-7
  6. 「誕生日と先輩」 2024年9月4日発売[21]、ISBN 978-4-08-884171-7
  7. 「学郎と先輩の戦い」 2024年12月4日発売[22]、ISBN 978-4-08-884287-5
  8. 「儡脊」 2025年2月4日発売[23]、ISBN 978-4-08-884397-1
  9. 「吏童大和」 2025年4月4日発売[24]、ISBN 978-4-08-884454-1
  10. 「侵入」 2025年7月4日発売[25]、ISBN 978-4-08-884570-8

## コラボレート
2024年7月4日から8月4日まで、東京都の池袋サンシャインシティワールドインポートマートビル3階にあるバンダイナムコ Cross Store 東京にてコラボカフェが行われた。